# 玛丽亚·朗德尔
玛丽亚· 伊莱扎·朗德尔（英語：Maria Eliza Rundell，1745年—1828年12月16日）是一位英国作家，人们对她一生的大部分经历知之甚少。但在1805年，当她60多岁时，她将一本未经编辑的食谱和有关家庭琐事建议的合集寄给了她的好友约翰·默里，而约翰·默里是一家出版社的所有者。因此，她没有要求或期望能够出版这本合集并得到报酬或版税。
约翰·默里于1805年11月将这本合集出版并且命名为《家庭烹饪新体系》，这本合集取得了巨大成功，随后又经过多次修订并陆续出版了几个新版本。在朗德尔一生中，这本书售出了大约50万册。此书以中产阶级家庭主妇为受众，内容涉及食物准备、医疗补救措施、建立家庭啤酒厂的建议以及“仆人指南”。此外，书中还包含番茄酱的早期配方（这可能是第一个）以及首次出版的苏格兰鸡蛋配方。朗德尔在书中还呼吁读者节约食物、避免浪费。
1819 年，朗德尔要求默里停止出版《家庭烹饪》，因为该作品质量在随后的每一版中不断降低，她对此感到十分不满。她想寻找新出版商合作并发行新版本。双方之间的法律纠纷持续不断，直到1823 年，朗德尔接受默里提出的 2100 英镑的补偿，用于支付作品版权。
朗德尔撰写了她的第二本书《给两个缺席的女儿的信》，该书并于1814 年出版。这部作品讲述了一位母亲给女儿在人生诸多方面提供的建议，例如死亡、友谊、如何在公司中举止得体以及优雅知性的年轻女性的必读书籍。
1828 年 12 月，她在瑞士洛桑的旅途中去世。

## 人物传记
玛丽亚· 伊莱扎·朗德尔于 1745 年出生，是玛格丽特（娘家本姓法夸尔森）和亚伯·约翰逊·凯特尔比夫妇唯一的孩子。亚伯·凯特尔比与家人住在什罗普郡勒德洛，他是伦敦中殿律师事务所的律师。  人们对朗德尔的生平知之甚少。美食作家玛丽·艾莱特和奥利弗·奥迪什观察得知“在我们历史上记录最丰富的时期之一，即使是风流女子的传记都有完整记录，但当时最受欢迎的作家的私人生活却没有被记录下来”。 
1766年12月30日，玛丽亚与托马斯·朗德尔结婚，但是关于她丈夫身份的争议颇多，他可能是来自萨默塞特郡巴斯的外科医生，也可能是伦敦城珠宝公司朗德尔和布里奇的著名珠宝商和金匠。这对夫妇育有两个儿子和三个女儿。  
朗德尔一家人曾经住在巴斯， 也可能在伦敦小住过一段时间。  托马斯长期遭受病痛的折磨，后于1795年9月30日在巴斯去世。  丈夫去世后，朗德尔便搬到了南威尔士斯旺西，大概是与她一位已经结婚的女儿住在一起，  并将她其余两个女儿送回伦敦，在那里她们与自己的姑姑、叔叔住在一起。 

### 写作

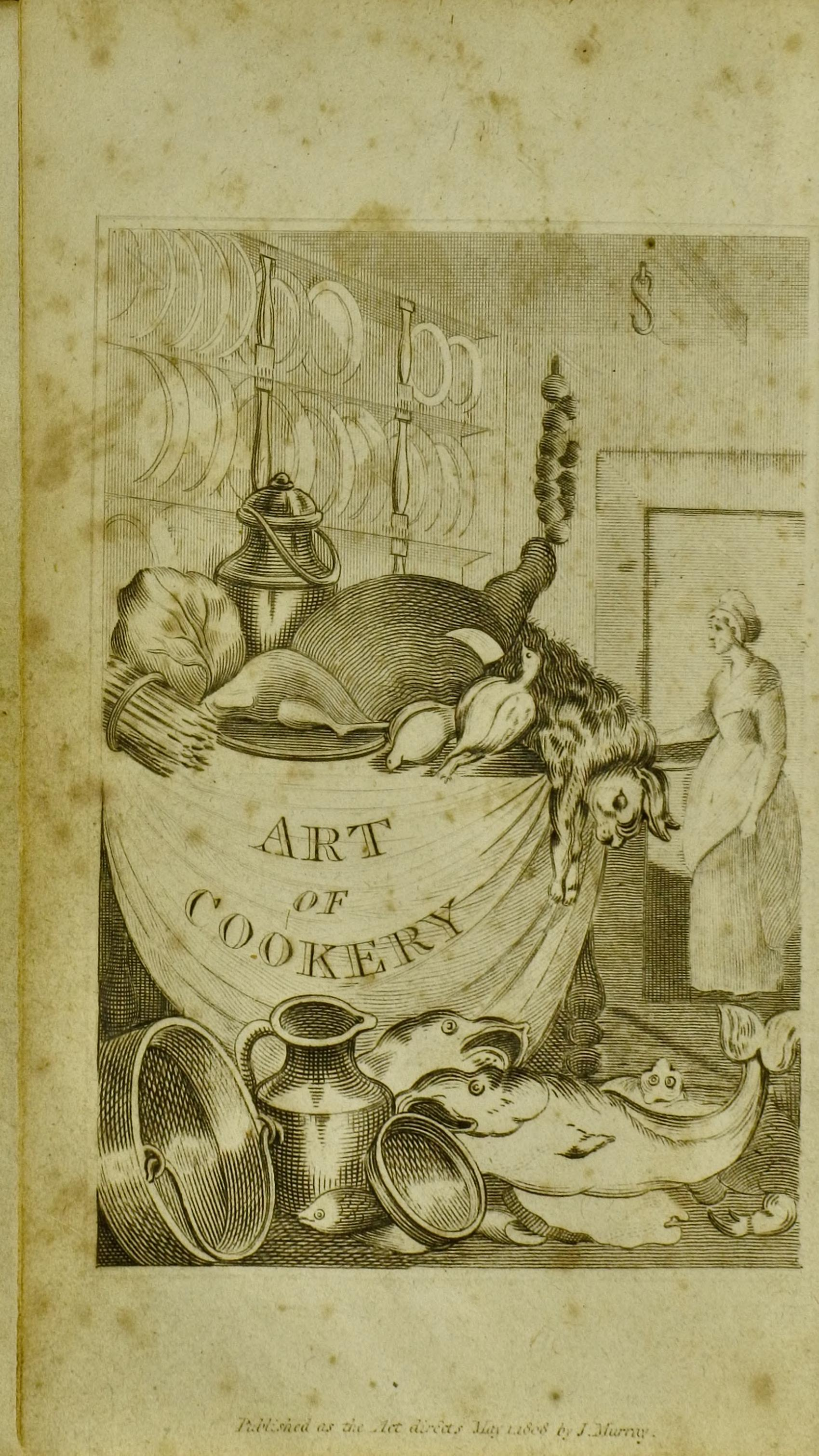
1810年版《家庭烹饪新体系》卷首插画

在她结婚期间和守寡期间，朗德尔为她的女儿们收集食谱和家庭建议，1805 年，61 岁的她将未经编辑的合集寄给了她的朋友约翰·默里，他的家族是约翰·默里出版社的所有者。 自汉娜·格拉斯撰写的《简易朴实的烹饪艺术》出版已有 60 年，而距伊丽莎白·拉法德撰写的《资深英国管家》已有40年——最后一部在英国畅销的烹饪书籍，默里意识到市场存在缺口。 

朗德尔赠送给默里的文件作品较为完备，它们几乎可以直接出版。默里添加了标题页、卷首插画和索引，并对合集进行了编辑。他在出版同业工会(Stationer's Hall）将其注册为他个人财产， 随后第一版《家庭烹饪新体系》于1805年12月出版，当时   该书作者笔名为“一位女士”。朗德尔并未想过通过这本书获利，因为在当时社交圈中，收取版税被认为是不正当的， 该书第一版包含出版商的注释，内容如下：
下面内容是女作家针对自己女儿的家庭行为举止、餐桌布置提出的意见，以便将良好的身材与适当的经济结合起来。当她刚开始生活时，这本小作对她自己来说就是一笔财富，她也希望能给其他人带来帮助。因此，她决定将此书面向大众出版，并且由于她不会从中获得任何报酬，所以她相信这本书不会受到批评与谴责。 
这本书一出版就大获成功，受到大众欢迎。   《欧洲杂志》和《伦敦评论》的评论家认为这是一部“具有普遍性和永恒意义的独创性论文”。  《英国文学月刊》一位匿名男性评论家写道：“我们只能报告说，我们的某些女性朋友（在这一主题上比我们自己更好的评论家）对这部作品赞不绝口”。 评论家还称赞了“各式各样的食谱，可以恰当地称为‘厨房物理’，与其他食谱一样有助于女士们了解，也方便家庭主妇实践操作”。 女士月刊博物馆评价道“该作品价格便宜，内容精炼清晰，是不可多得的一本好书”。 
《家庭烹饪新体系》内容经过不断扩充、修订后陆续出版。   1808 年，默里寄了 150 英镑给朗德尔，说她的礼物比他想象的更有利可图。她在回复他的信时说道：“我一直将你视为我的朋友，所以这份作品仅仅是一份我赠予你的礼物，我从未想过从中获利”。  

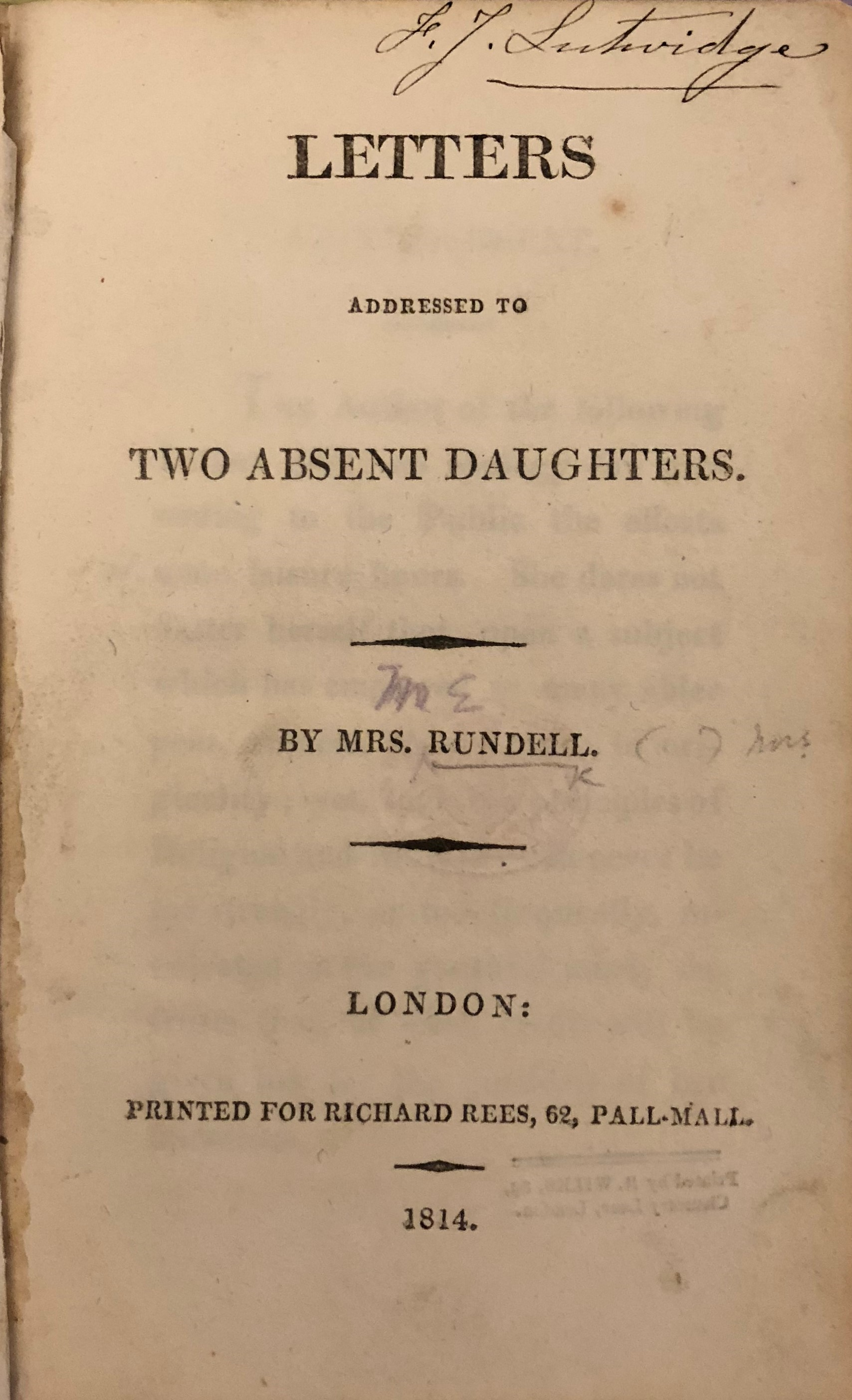
1814年作品《给两个缺席的女儿的信》的扉页

1814 年，朗德尔出版了她的第二本书，名为《给两个缺席的女儿的信》，该作品包含了一位母亲会给女儿们提供的建议。  《每月评论》的评论家认为这本书“具有统一的道德色彩，并蕴含一些明智而有用的人生反思，尤其关于死亡和友谊”。 《英国评论家》的评论家认为这部作品“包含许多令人钦佩的指导意见；情绪总是好的，常常令人钦佩”。 

朗德尔于1814 年写信给默里，抱怨他忽视了《家庭烹饪》，这影响了该书的销量。 她指责一位编辑：“他犯了一些可怕的错误，例如指示将米布丁种子保存在一桶石灰水中，后者却被提及用于保存鸡蛋。”朗德尔抱怨新版本中出现了“奇怪的表达方式”，她说“请用恰当的英语，第二版《家庭烹饪》准备得很糟糕”。 默里在给他妻子的信里提及朗德尔的抱怨：
我收到过朗德尔夫人的这样一封信，指责我不重视她的作品并要求我停止销售等。她的自负超越了一切；但她再次希望我能够将评论寄给她，在我适当劝告下，她将得到带有一些真实性的评论。 
1819 年，《家庭烹饪》版权的第一个期限已经到期。当年 11 月，朗德尔写信给默里，要求他停止出售这本书，并告诉他她将与朗文出版社合作。 她也获得了一项禁令，这使得默里无权出版该书。  默里也提出反诉，要求剥夺朗德尔出版该书的权利。大法官约翰斯科特表示他们双方都没有权利，法院将依法作出决定，这与衡平法院无关。     1823 年，朗德尔支付2100英镑，从获得出版这本书的权利。  

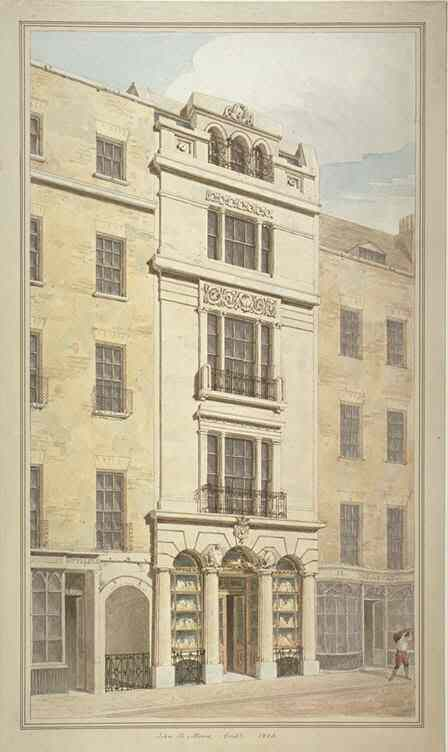
32 卢盖特山（朗德尔和布里奇公司所在地）

朗德尔寡居期间的大部分时间都在旅行、与家人和密友相聚、或出国游玩。  朗德尔的儿子埃德蒙·沃勒润德尔加入了著名的珠宝商和金匠朗德尔和布里奇；该公司由菲利普·朗德尔经营，他是 玛丽亚·朗德尔已故丈夫的亲戚。埃德蒙后来成为公司的合伙人。 1827 年，菲利普去世；他给玛丽亚留下了 20,000 英镑，并给埃德蒙和埃德蒙的妻子各留了 10,000 英镑。    1828 年，朗德尔前往瑞士。她于 12 月 16 日在洛桑去世。 

## 作品

### 家庭烹饪
第一版《家庭烹饪新体系》共290 页，末尾附有完整索引。  它是参照历史学家凯特·科尔库恩所说的“直言不讳”写作方式； 美食作家马克西姆·德拉法莱斯将其描述为“一种亲密而迷人的风格”， 杰拉尔丁·霍尔特认为它“非常实用且迷人而朴实无华”。 《闲话烹饪》认为这部作品是为“受人尊敬的中产阶级”准备的。  科尔库霍恩认为这本书是“针对日见增多感到焦虑的家庭主妇群体，她们没有被教导如何经营家庭”。 

《家庭烹饪》提供关于如何建立家庭啤酒厂的建议，为病人提供食谱，并专门有“仆人指南”的部分。 奎尔将这本书描述为“第一本完整的家庭管理和家庭经济手册”。  朗德尔呼吁读者节约食物，避免浪费。 她的介绍开篇：
家庭主妇要时刻牢记家庭的福祉与良好有序的家庭管理取决于上级；因此，任何微不足道的事情都值得她注意，这样就可以避免浪费；现在，由于生活必需品的价格大幅上涨，这种关注变得更加重要。 
这本书包含鱼、肉、馅饼、汤、泡菜、蔬菜、糕点、布丁、水果、蛋糕、鸡蛋、奶酪和奶制品的食谱。  朗德尔详细记录制作过程，以确保获得最佳结果。 其中一些食谱来自玛丽·凯特尔比的著作《三百余种烹饪、物理、手术配方集》<i id="mw9w">，</i>该书于 1714 年首次出版。 

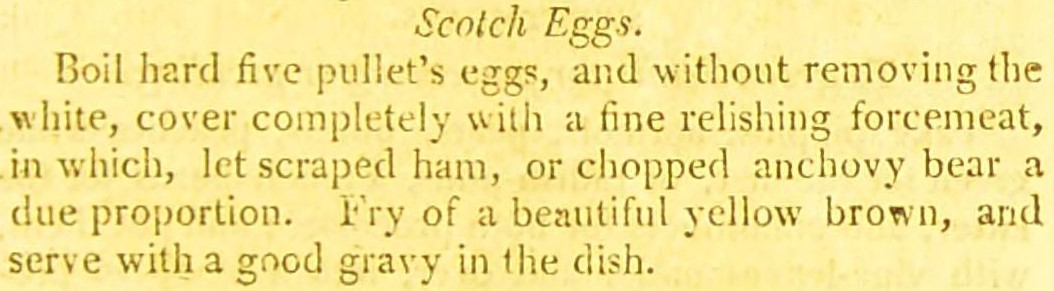
朗德尔的苏格兰鸡蛋食谱（ 1809 年版）

美食作家艾伦·戴维森认为《家庭烹饪》记录了番茄酱的早期配方，但并没有任何改良创新之处。  1809年印刷的第四版含有首个苏格兰鸡蛋配方。   
该书之后出版的新版本得到了扩充，并纠正了一些小错误。 新增内容包括医疗补救措施和建议；记者伊丽莎白·格里斯指出，这些建议如果有效的话，可以让女性免于由男医生救治的尴尬”。  艾玛·罗伯茨对1840年的版本进行修改，增添了许多英印食谱。  第 64 版新版本包括七种制作咖喱粉的食谱、 三种咖喱肉汤食谱以及十七种咖喱食谱，包括：奥德之王、克莱夫勋爵、马德拉斯、多皮亚扎、马来、素菜和蔬菜。 对于这一版的《家庭烹饪》，朗德尔在书中声明她不会从这本书中获得酬劳，默里在此声明下添加了一条注释：“作者是拉德盖特山著名珠宝商的妹妹朗德尔夫人，后来被诱导收取了出版商的两千几尼。” 

### 给两个缺席的女儿的信
《给两个缺席的女儿的信》收录了母亲写给两个缺席的女儿---玛丽安和艾伦的信件，总共38封。 其中包括如何在公司中举止得体、彬彬有礼的年轻女性必读书籍，以及如何写信。  由于当时女孩和年轻女性都没有接受过正规教育，因此由母亲提供此类建议，这是普遍现象且符合传统。 这本书没有包含两位女儿的回信，因为她们都是虚构的， 虽然作品在几个地方提到收到“你的联名信件”。 

## 遗产
19世纪初《家庭烹饪新体系》是烹饪类书籍中的佼佼者，获得了众多读者的喜爱，其销量超过当时所有其他作品。 从1806年到1846年，共有六十七个版本， 在朗德尔的一生中，它售出了超过50万册。 该书经过不断修改完善，新版本一直出版到19世纪80年代。  在美国该书也受到了大众的热烈追捧，共计37版，其中从1807年到1844年间有15版。
朗德尔的作品被至少五家其他出版商剽窃。  1857 年，当伊莎贝拉·比顿开始为《英国女性家庭杂志》撰写烹饪专栏时，许多食谱都是从《家庭烹饪》中复制的。  1861 年，伊莎贝拉的丈夫塞缪尔出版了《比顿太太的管家宝典》，其中还包含了伦德尔的一些食谱。   《家庭烹饪》在美国也被严重剽窃  ， 玛丽·伦道夫1824 年的作品《维吉尼亚家庭主妇》和伊丽莎白·埃利科特·莉亚的《贵格会妇女的烹饪书》中复制了朗德尔的食谱。 
朗德尔在牛津英语词典中被引用了大约 20 次， 包括术语“苹果果酱”、  “布丁”、  “大理石牛肉” 和“牛舌”。 
格莱斯在《每日电讯报》撰文，记者塞弗林·卡雷尔在《卫报》撰文，都认为朗德尔是“家庭女神”，   尽管格莱斯写道“她没有“奈杰尔拉[劳森]的性快感，或迪利亚[史密斯]简单的厨房礼仪”。 对于格莱斯来说，“与杰出的伊莱莎·阿克顿相比，她写得更好；和无处不在的比顿夫人相比，她英年早逝，朗德尔夫从人们的视线中消失了，这极其不公平。” 
多位现代厨师和美食作家都对朗德尔表示钦佩，她的食谱也得到了传承与发展。20世纪烹饪作家伊丽莎白·大卫多次借鉴朗德尔的食谱。例如，她在《屋内有肉豆蔻吗》一书中介绍了“烧焦奶油”的制作方法。 此外，她还将新鲜番茄酱的食谱收录在她的作品《英国厨房之香料、盐和芳香剂》（1970）中，并且在文中这样写道：这“似乎是最早出版的英文番茄酱食谱之一”。 在《英式面包和酵母烹饪》（1977）中，大卫收录了朗德尔的松饼、小圆饼、“土豆卷”、 “小面包”和“苏格兰黑面包”的食谱。 美食作家兼厨师迈克尔·史密斯也是朗德尔的追随者，他受朗德尔启发，在《精致英式烹饪》（1973）一书中将以往食谱进行改进升级，因此更能满足现代人的味蕾。  美食作家珍·格莉森在她的《珍·格莉森蔬菜食谱书》中记录了如何烹饪红甘蓝，这一方法也源自朗德尔。